# Emma Chambers
Emma G. M. Chambers (Doncaster, 11 marzo 1964 – Lymington, 21 febbraio 2018) è stata un'attrice britannica.
Nota per aver interpretato il ruolo di Alice Tinker nella commedia della BBC The Vicar of Dibley e di Honey Thacker nel film Notting Hill (1999), che rappresenta la prima interpretazione sul grande schermo.

## Biografia
Emma Chambers ha frequentato la St. Mary's School di Doncaster e, successivamente, la St Swithun's School di Winchester, un collegio in Hampshire. Mentre era lì, ha giocato a lacrosse per la contea. Negli anni '80 si è formata alla Webber Douglas Academy of Dramatic Art dove è stata compagna di classe dell'attore Ross Kemp.
Era sposata dal 1991 con Ian Dunn. L'attrice è morta nel 2018 a causa di un attacco cardiaco.

## Filmografia

### Cinema
- Notting Hill, regia di Roger Michell (1999)
- The Clandestine Marriage, regia di Christopher Miles (1999)

### Televisione
- The Rainbow - miniserie TV, 2 episodi (1988)
- Skulduggery - film TV (1989)
- Metropolitan Police - serie TV, 2 episodi (1990)
- The Mixer - serie TV, 1 episodio (1992)
- Martin Chuzzlewit - miniserie TV, 6 episodi (1994)
- The Wind in the Willows - film TV, solo voce (1995)
- Drop the Dead Donkey - serie TV, 1 episodio (1996)
- Pond Life - serie TV, 1 episodio, solo voce (1996)
- Bravo Two Zero - film TV, non accreditata (1999)
- How Do You Want Me? - serie TV, 11 episodi (1998-1999)
- Take a Girl Like You - serie TV, 3 episodi (2000)
- The Vicar of Dibley - serie TV, 24 episodi (1994-2007)

### Doppiatrice
- Il vento nei salici (The Wind in the Willows), regia di Dave Unwim (1995)
- Little Robots, serie animata (2003)

## Doppiatrici italiane
Nelle versioni in italiano dei suoi lavori, Emma Chambers è stata doppiata da:
- Roberta Gasparetti in Notting Hill

Da doppiatrice è sostituita da:
- Cinzia Villari ne Il vento nei salici[2]
- Lorenza Biella in Little Robots

## Riconoscimenti
- Nomination ai Blockbuster Entertainment Awards 2000: Miglior attrice non protagonista in un film commedia/romantico per Notting Hill